# Narenta-Zwerguferkäfer
Der Narenta-Zwerguferkäfer (Aulacochthebius narentinus) aus der Familie Langtasterwasserkäfer (Hydraenidae) der Klasse der Insekten gehört zu den besonders schützenswerten Arten. Mit maximal 1,2 mm Körpergröße ist er einer der kleinsten Wasserkäfer. Beschrieben wurde er erstmals 1885 von Edmund Reitter.

## Merkmale
Der Narenta-Zwerguferkäfer ist 1–1,2 mm lang und von eher gedrungenem Körperbau. Auf dem Halsschild zeigen sich zwei tiefe Querfurchen, im hinteren Teil ist es an den beiden Seiten tief ausgeschnitten, im vorderen Teil trägt es seitlich auffällige Verbreiterungen, die von hyalinen Membranen gebildet werden. Die dunkelbraunen Flügeldecken sind kurzoval, mit dichten, grob gepunkteten Streifen und Reihen von sehr feinen Härchen besetzt. Der Bauch ist gelbrot. Das Endglied der Kiefertaster ist viel kleiner als das vorletzte Glied und ähnelt einer konischen Spitze.

## Vorkommen
Das Verbreitungsgebiet reicht von Norddeutschland und Norditalien über Südosteuropa bis nach Israel, wobei die Spezies in Mitteleuropa nur an wenigen Standorten in Deutschland, Tschechien und Österreich anzutreffen ist. Trotz jahrelanger gezielter Suche gelang der Erst-Nachweis dieser Art in Österreich erst 2002. Auch im übrigen Verbreitungsgebiet gilt der Narenta-Zwerguferkäfer als überaus selten.

## Habitat / Biologie
Über die Habitatansprüche des Narenta-Zwerguferkäfers in Mitteleuropa ist noch sehr wenig bekannt. Er scheint jedenfalls die Uferbereiche von potamalen und stehenden Gewässern im Flach- oder Hügelland zu bevorzugen, wobei er auch in einiger Entfernung von der Wasserlinie angetroffen werden kann. Am einzigen Fundort in Niederösterreich wurde eine größere Anzahl von Exemplaren vom lehmigen, vegetationslosen, halbschattigen, ca. 50 cm hohen Steilufer eines ehemaligen Fischteiches geschwemmt. Dieser Fischteich befindet sich inmitten eines Auwaldes, den ein kleines potamales Gerinne durchfließt. Auch im tschechischen Fundort, nämlich bei Valtice, knapp zwei km von der österreichischen Grenze entfernt, wurde der Narenta-Zwerguferkäfer im Ufersand eines extensiv genutzten Fischteiches gefunden.

## Gefährdungsursachen und Handlungsbedarf
Der Narenta-Zwerguferkäfer ist im gesamten Verbreitungsgebiet selten und großteils auf isolierte Reliktvorkommen beschränkt, weshalb dem Artenschutz in Bezug auf die Erhaltung dieser Spezies eine besonders hohe Verantwortung zufällt.
Zur genaueren Erforschung der Verbreitung dieser Spezies müssen gezielte flächendeckende faunistische Untersuchungen an allen naturnahen potamalen und stehenden Gewässern durchgeführt werden, wobei das Augenmerk auf vegetationsarme, lehmige oder feinsandige Steiluferbereiche gerichtet werden sollte. Das „Sumpfgebiet Pranhartsberg“ (siehe Fahn 2002) in Niederösterreich ist unbedingt unter Schutz zu stellen. Neben Aulacochthebius narentinus leben dort auch weitere gefährdete Wasserkäfer-Arten (z. B. Hydraena paganettii).